# Dona Emma
Dona Emma, hivatalosan portugálul: Município de Dona Emma kisváros a brazil Santa Catarina államban, az Alto Vale do Itajaí régióban. Lakosságát 2021. július 1-jén 4224 főre becsülték, akiket donemenseieknek hívnak, és egy körülbelül 178,2 km²-es önkormányzati területen élnek. 184–189. helyen áll lakosságszám, és a 295.-en méret tekintetében.

## Neve eredete
A hely José Deeke (Maximilian Joseph Deeke) kolóniaigazgató, térképész és helytörténész feleségéről, Emma Maria Rischbieterről (1885–1950) kapta nevét.

## Földrajza
A város a déli szélesség 26º59'05" és a nyugati hosszúság 49º43'32"-én található, és körülbelül 370 m-es tengerszint feletti magasságon, Blumenautól kb. 100 km-re, a fővárostól, Florianópolistól kb. 245 km-re fekszik.
A környező települések: José Boiteux, Presidente Getúlio, Rio do Oeste, Taió és Witmarsum.
A biom az Atlanti-parti Esőerdő Rezervátumban helyezkedik el.

### Éghajlata
A településen meleg mérsékelt éghajlat uralkodik, a Köppen és Geiger éghajlati besorolás szerint Cfa. Az átlaghőmérséklet 18,5 °C, az átlagos csapadékmennyiség 1380 mm évente.

## Története
Az önkormányzat a 826. számú államtörvény alapján önkormányzati jogokat kapott, amikor levált Presidente Getúliótól 1962. június 15-én.

## Önkormányzata
A 2020-as önkormányzati választásokon Nerci Barpot, a Brazil Demokratikus Mozgalom (MDB) képviselőjét választották városi polgármesterének a 2021–2024-es ciklusra.
A törvényhozás a kilenctagú városi tanács hatáskörébe tartozik.

## Népessége fejlődése
| Év   | lakos | város | agglomeráció |
| ---- | ----- | ----- | ------------ |
| 1970 | 3882  | 164   | 3718         |
| 1980 | 3482  | 810   | 2672         |
| 1991 | 3616  | 983   | 2633         |
| 2000 | 3309  | 1368  | 1941         |
| 2010 | 3721  | 1868  | 1853         |
| 2021 | 4224  | ?     | ?            |
|      |       |       |              |

Forrás: IBGE (2011)

## Személyiségek
A magyar emigráns Lénárd Sándor, a Micimackó latin nyelvre fordítója itt élt, és halt meg.

## Fordítás
- Ez a szócikk részben vagy egészben  a   Dona Emma című német Wikipédia-szócikk ezen változatának fordításán alapul.  Az eredeti cikk szerkesztőit annak laptörténete sorolja fel. Ez a jelzés csupán a megfogalmazás eredetét és a szerzői jogokat jelzi, nem szolgál a cikkben szereplő információk forrásmegjelöléseként.